# South Oil Company
South Oil Company (SOC) é uma companhia petrolífera estatal, sediada em Baçorá, Iraque.

## História
A companhia foi estabelecida nos aos 70.